# Alun Lewis (Schriftsteller)
Alun Lewis (* 1. Juli 1915 in Cwmaman bei Aberdare, Glamorganshire; † 5. März 1944 in Chittagong) war ein walisischer Schriftsteller.

## Leben
Lewis wurde als Sohn eines Lehrers geboren. Nach dem Besuch der Cowbridge Grammar School studierte er Geschichte und Englisch am University College of Wales in Aberystwyth sowie an der Manchester University. Von 1938 bis 1940 war er als Lehrer tätig. Ab 1940 leistete er dann während des Zweiten Weltkriegs Wehrdienst in England. Ab 1942 war er in Indien und Burma eingesetzt. Er kam in Chittagong ums Leben.
Alun Lewis verfasste Gedichte und Kurzgeschichten. 1944 erhielt er für The Last Inspection den John Llewellyn Rhys Prize.

## Werke (Auswahl)
- Raiders´ Dawn, Gedichte, 1942.
- The Last Inspection, Kurzgeschichten, 1942.
- Ha! Ha! among the Trumpets, Poems in Transit, Gedichte, 1945.
- Letters from India, Briefe, 1946.
- In the Green Tree, Sammelband, 1948.
- Alun Lewis, Selected Poetry and Prose, Sammelband, 1966.
- Selected Poems of Alun Lewis, Gedichte, 1981.
- Alun Lewis. A Miscellany of His Writings, Sammelband, 1982.